# Tempio di Adriano
Il tempio di Adriano (Hadrianeum in latino, Adrianeo in italiano) era un antico tempio romano sito nel Campo Marzio a Roma.

## Storia

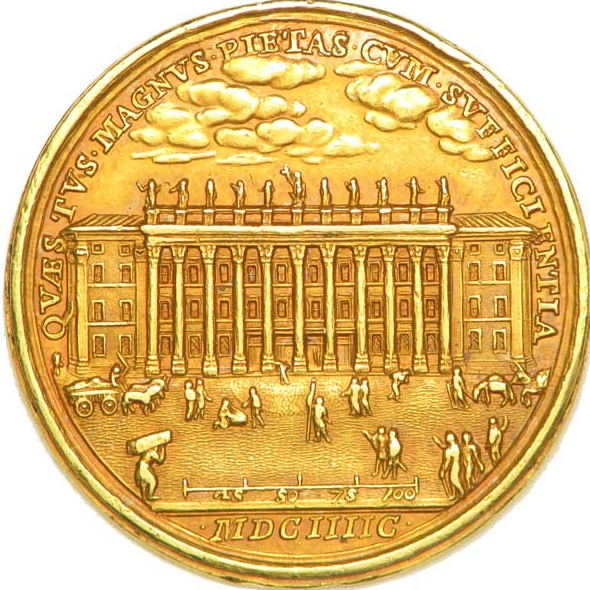
La Dogana di terra sul rovescio di una medaglia d'oro di Innocenzo XII (1695)

Il tempio venne eretto in onore dell'imperatore Adriano, divinizzato dopo la sua morte. È probabile che il cantiere dell'edificio fosse stato già avviato sotto Adriano stesso per dedicarlo alla moglie Vibia Sabina, morta e divinizzata nel 136. A lavori forse appena iniziati, Adriano morì (138) e la vera e propria costruzione del tempio si deve al suo successore, Antonino Pio: l'edificio fu terminato intorno al 145.
In età post-classica, il tempio andò distrutto, ma sopravvissero undici delle tredici colonne originarie del lato nord in piazza di Pietra, toponimo che deve il suo nome proprio alla persistenza secolare dei resti dell'edificio. Prima della sua corretta identificazione, era conosciuto erroneamente con il nome di tempio di Nettuno.
Nel 1695, sotto papa Innocenzo XII, i resti del tempio furono inglobati da Carlo Fontana nel palazzo della Dogana di Terra. Nel 1831 l'edificio fu adibito a sede della Borsa Valori di Roma, per poi passare nel 1874 alla Camera di commercio di Roma, di cui oggi costituisce la sede di rappresentanza. Questo ambiente è concesso come sala conferenze.
Nell'aprile 2022 vi viene esposta la statua di Vibia Sabina. Poco dopo, nel giugno 2022, la Camera di commercio ha lanciato Hadrianeum, un'installazione video immersiva che propone una ricostruzione del tempio.

## Topografia
Secondo i Cataloghi regionari il tempio si trovava nella Regio IX Circus Flaminius, ed era posto in relazione con il vicino Tempio di Matidia, dedicato dallo stesso Adriano alla suocera, Salonina Matidia. Quest'area iniziò ad essere fortemente monumentalizzata proprio da questo imperatore (vedi Pantheon) ed in seguito adibita ai funerali imperiali. Qui, infatti, furono innalzate due ustrini e due colonne onorarie, dedicate rispettivamente ad Antonino Pio e a Marco Aurelio, la seconda delle quali traeva ispirazione dalla Colonna Traiana. A questi monumenti fu aggiunta anche la costruzione di un nuovo tempio, dedicato a Marco Aurelio, collocato nei pressi della colonna a lui intitolata.
Il tempio presentava un accesso ad arco, dal quale potrebbero essere stati prelevati alcuni pannelli, più tardi inseriti nell'arco di Portogallo e oggi conservati ai Musei Capitolini.

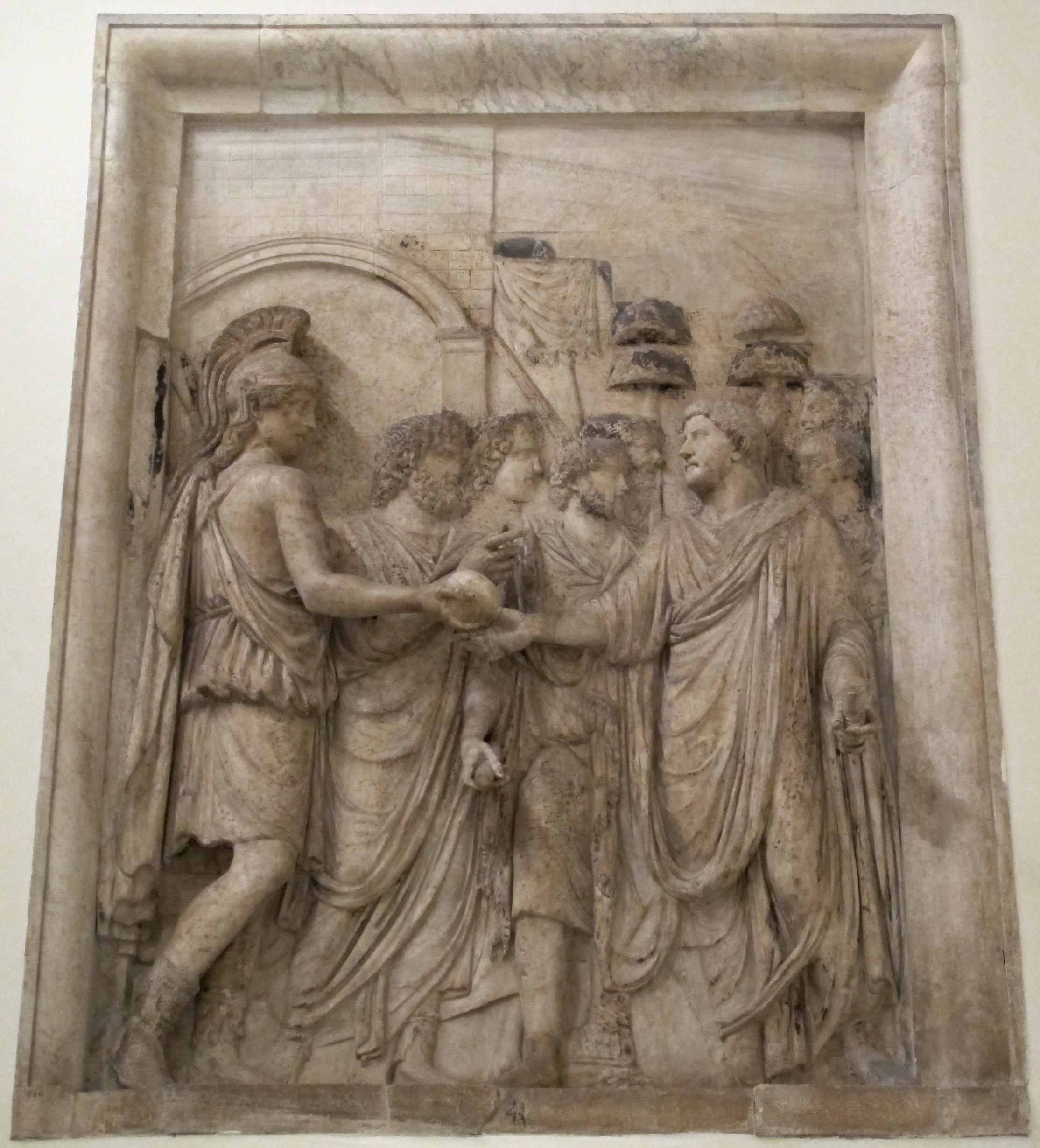
Rilievo in cui l'imperatore Adriano è salutato dalla dea Roma, dal Senato e dal Popolo romano (Roma, Musei Capitolini)
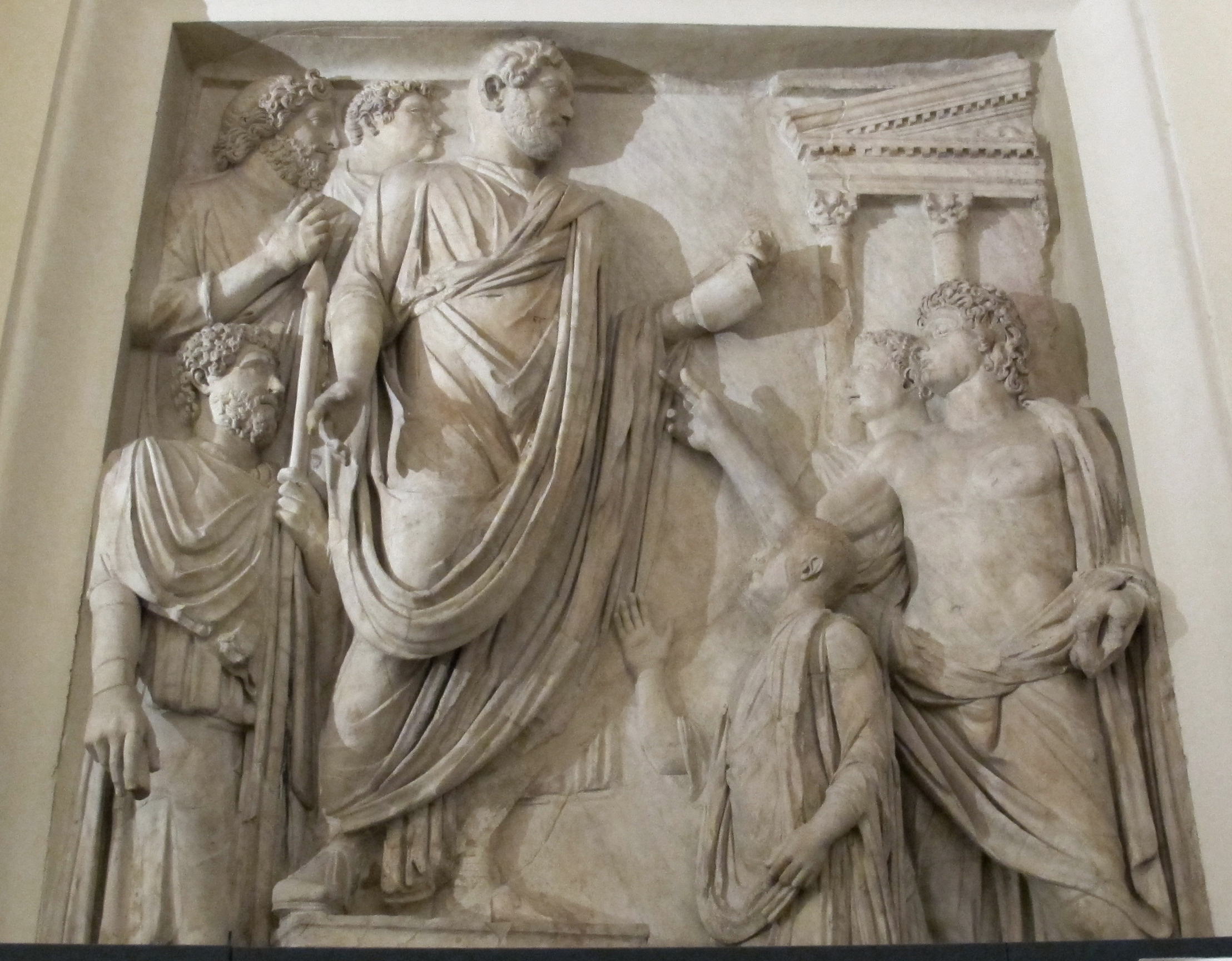
Elargizione di aiuti alimentari ai bambini romani da parte di Adriano (Roma, Musei Capitolini)
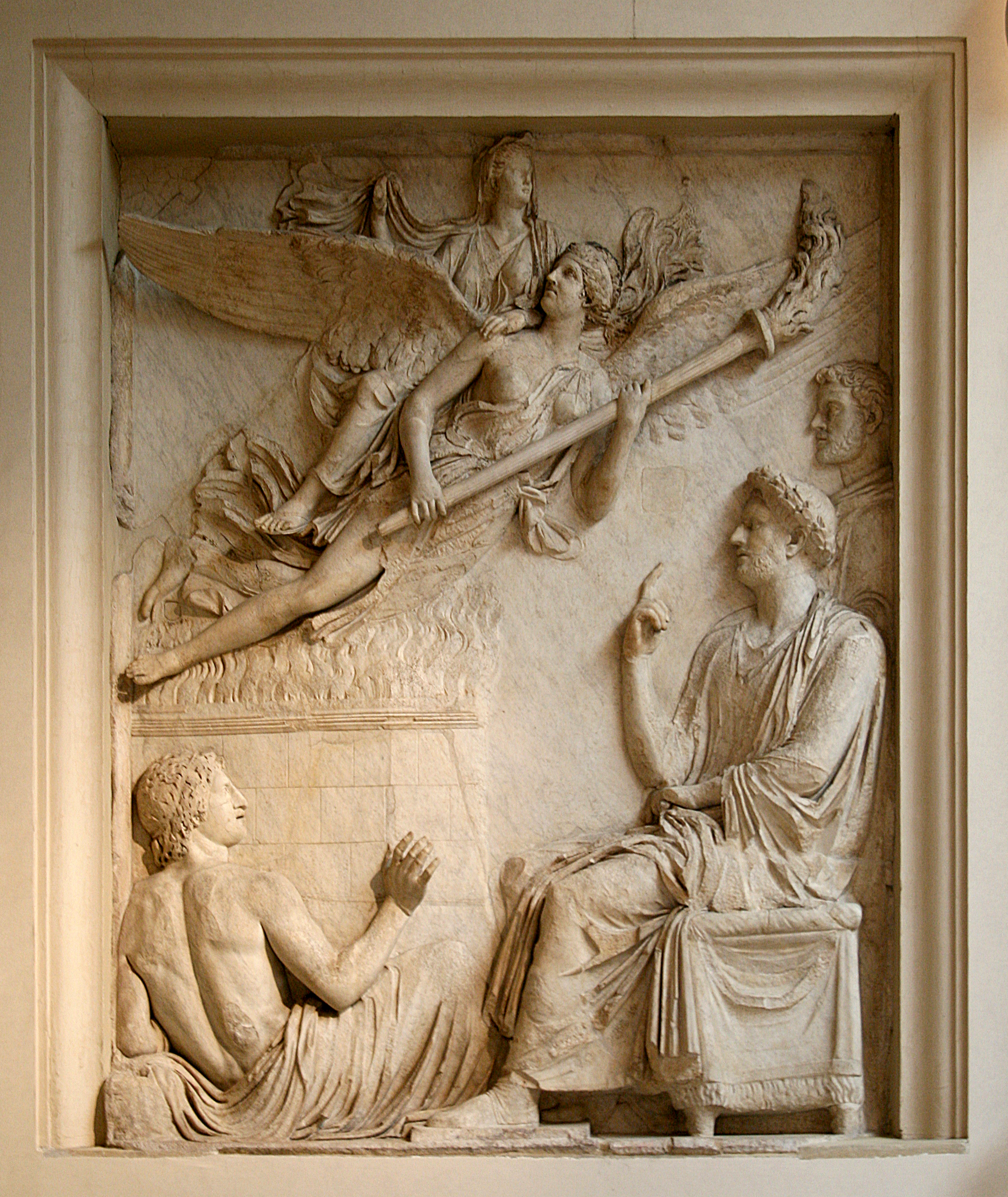
Apoteosi della moglie di Adriano, Vibia Sabina (Roma, Musei Capitolini)

| Planimetria del Campo Marzio centrale |
| --- |
| Terme di Nerone Stadio di Domiziano Pantheon Basilica di Nettuno Terme di Agrippa Stagnum ? Odeon di Domiziano Insulae d'epoca adrianea Magazzini ? Magazzini ? Magazzini ? Saepta Iulia Diribitorium Porticus Divorum Aqua Virgo Arco di Claudio Porticus Vipsania Caserma della I coorte dei Vigiles Iseum Tempio di Minerva Calcidica Ara di Marte Via Flaminia Via Flaminia Tempio di Adriano Tempio di Matidia Teatro di Pompeo Templi di Largo Argentina Portico di Minucio Colonna di Marco Aurelio T. di M.Aurelio e Faustina (?) Arco di M.Aurelio (?) Colonna di Antonino Pio Ustrino di Faustina maggiore Ustrino di Faustina minore Via Recta Portico e tempio del Bonus Eventus Portico di Pompeo Arcus Novus Portico di Meleagro Portico degli Argonauti Piazza della Rotonda Villa Publica |

## Caratteristiche
Il tempio era un periptero ottastilo (con 8 colonne sulla fronte) e presentava 13 colonne corinzie di marmo bianco proconneso sui lati lunghi. Oggi rimangono solo 11 colonne corinzie lungo il lato nord, alte 15 metri e del diametro di 1,44 metri, innalzate sopra un podio di peperino alto 4 metri (in origine rivestito di marmo), oggi interrato rispetto alla piazza per via dell'innalzamento del livello stradale. Al di sopra delle colonne si conserva anche un tratto della loro trabeazione, che prosegue, rifatta modernamente, anche sulle ali laterali dell'edificio che ha inglobato il tempio.
Il muro della cella era in origine ricoperto di marmo, come dimostrano i fori di fissaggio delle lastre. I resti della cella sono visibili all'interno dell'edificio della Borsa: questa era priva di abside, ritmata da semicolonne e coperta da una volta a botte con cassettoni. Queste semicolonne poggiavano su piedestalli, dove erano rappresentate le province romane, mentre negli spazi intermedi erano inserite delle rappresentazioni di trofei. Il significato di queste rappresentazioni riguarda la politica adrianea di pacificazione e di riordino dei territori imperiali, al termine di un periodo di grandi conquiste del predecessore, Traiano.
Il tempio era circondato da una grande piazza porticata (100 x 90 metri circa), con colonne di marmo giallo antico, che si apriva verso la via Lata (ora via del Corso) con un arco monumentale, del quale si conservano due rilievi, presso il Museo dei Conservatori e Palazzo Torlonia a Roma. Questo arco è stato identificato con quello definito "di Antonino", conosciuto anche come "di Claudio" e "dei Tosetti", dal nome della famiglia che abitava in piazza Sciarra, oggi scomparsa in seguito all'allargamento della via del Corso. L'arco, seppur rovinato e diroccato, dava ancora nel XVIII secolo il nome alla via dell'Archetto. Venne demolito proprio a causa delle scarse condizioni in cui versava.
Secondo recenti indagini, la piazza doveva presentare, per lo meno sul lato settentrionale, un'ampia esedra sul modello di quelle del Foro di Augusto e del Foro di Traiano. È assai verosimile che un ambiente identico dovesse trovare posto nel lato meridionale del recinto. Insieme, questi due ambienti, dovevano ospitare attività legate alla giurisdizione.

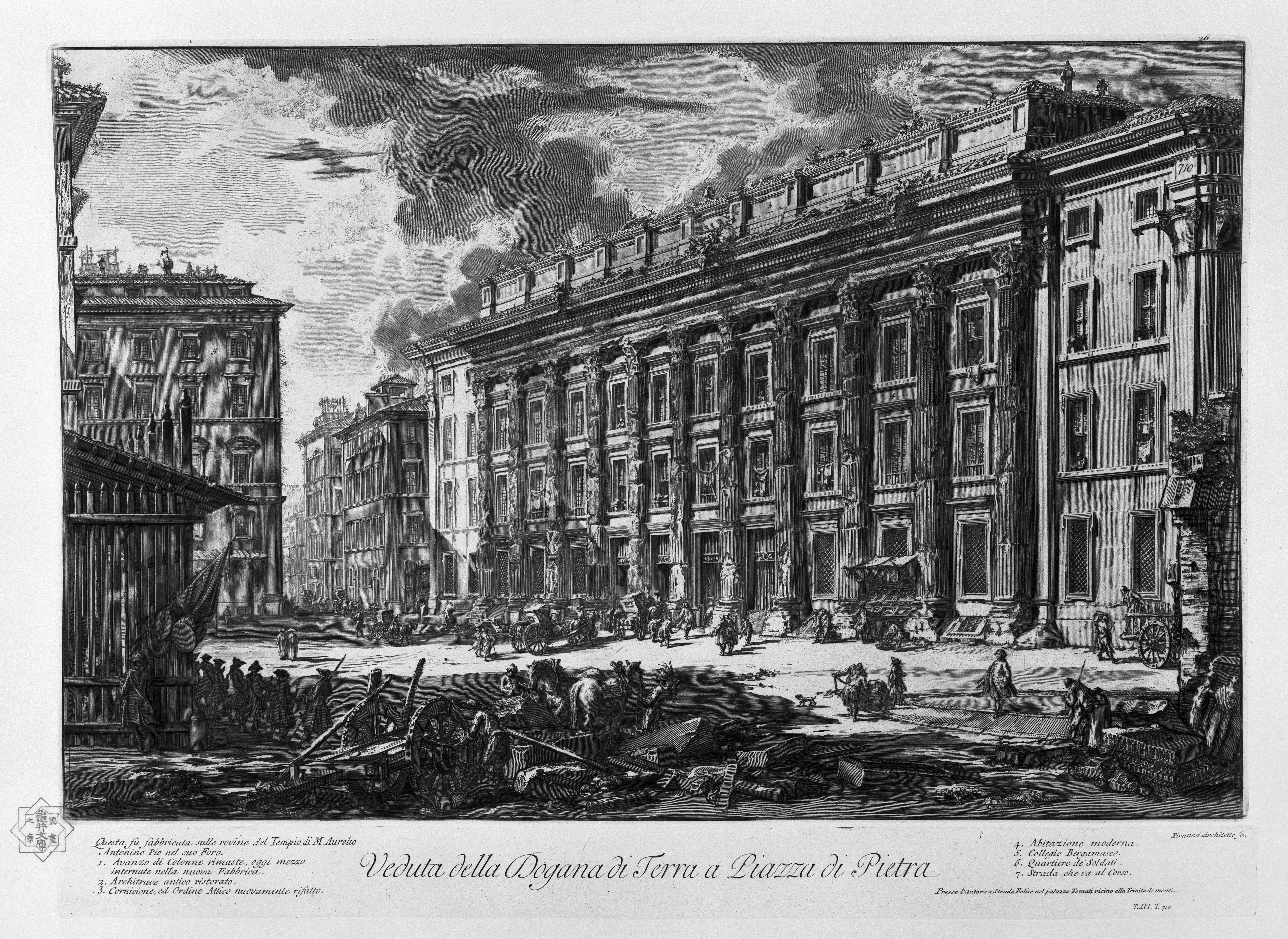
Il tempio di Adriano inglobato nell'edificio del XVII secolo in un'opera di Giovanni Battista Piranesi
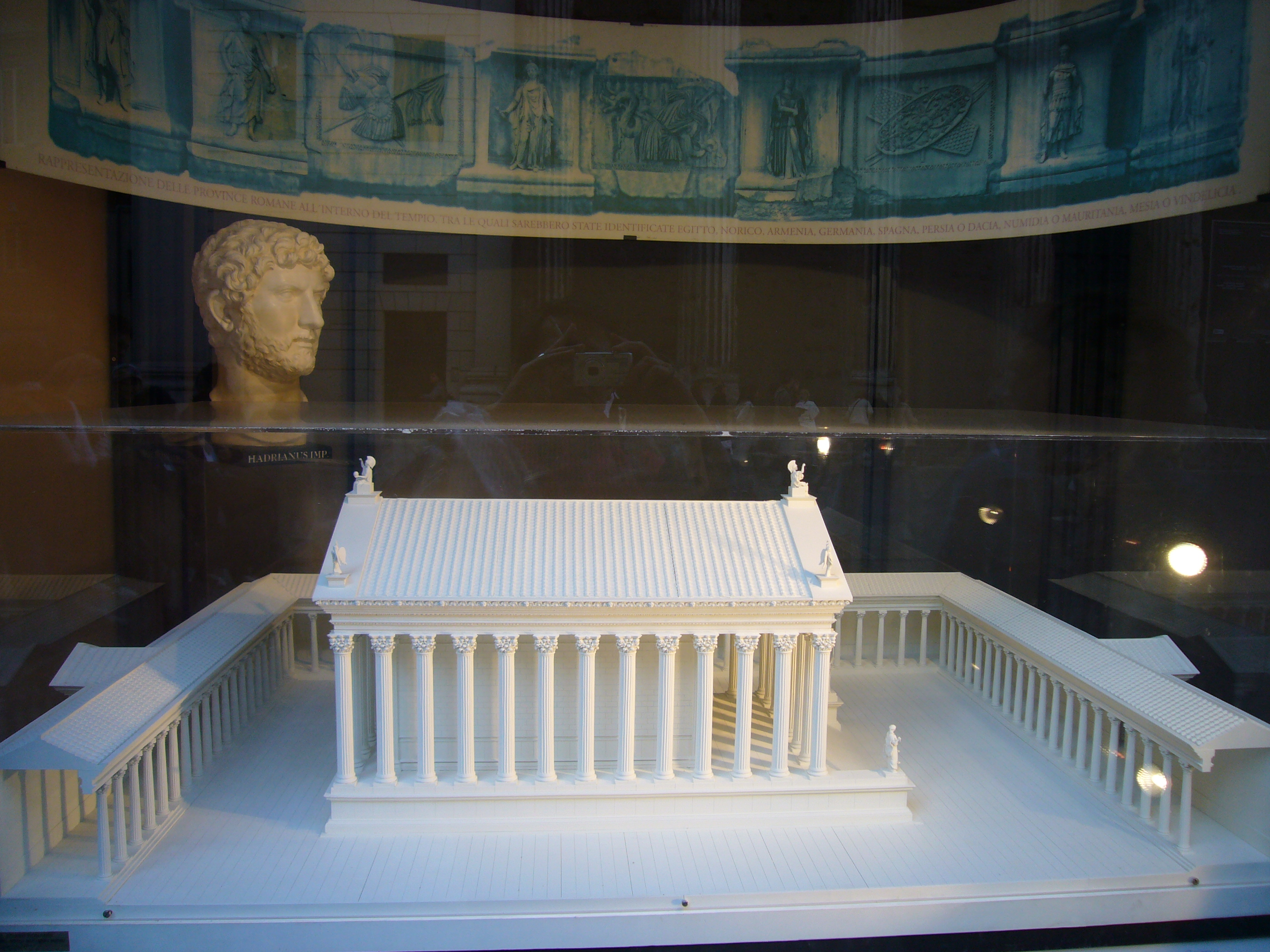
Ricostruzione in un plastico conservato all'interno della Borsa

### Rilievi dei piedistalli delle colonne
Nel corso dei secoli, nell'area è stata rinvenuta una serie di rilievi in marmo proconnesio, che forse decoravano il portico, l'attico o il podio del tempio. Secondo quest'ultima ricostruzione, i piedistalli delle colonne erano decorati da plinti verticali con personificazioni delle provincie dell'impero, mentre in corrispondenza degli intercolumni si trovavano rilievi con trofei militari di armi e armature. I rilievi volevano riflettere la politica più pacifica di Adriano rispetto al suo predecessore Traiano: essi mostravano una rassegna dei popoli e delle regioni che componevano l'Impero romano, con l'obiettivo di esaltare la potenza di Roma e il raggiungimento di un nuovo periodo di sostanziale pace che non si aveva dai tempi di Augusto. A noi sono giunti sei trofei e sedici allegorie provinciali, conservati in vari musei e collezioni: l'identificazione delle figure è tuttora oggetto di dibattito da parte degli studiosi.
- Musei Capitolini (cortile di Palazzo dei Conservatori)

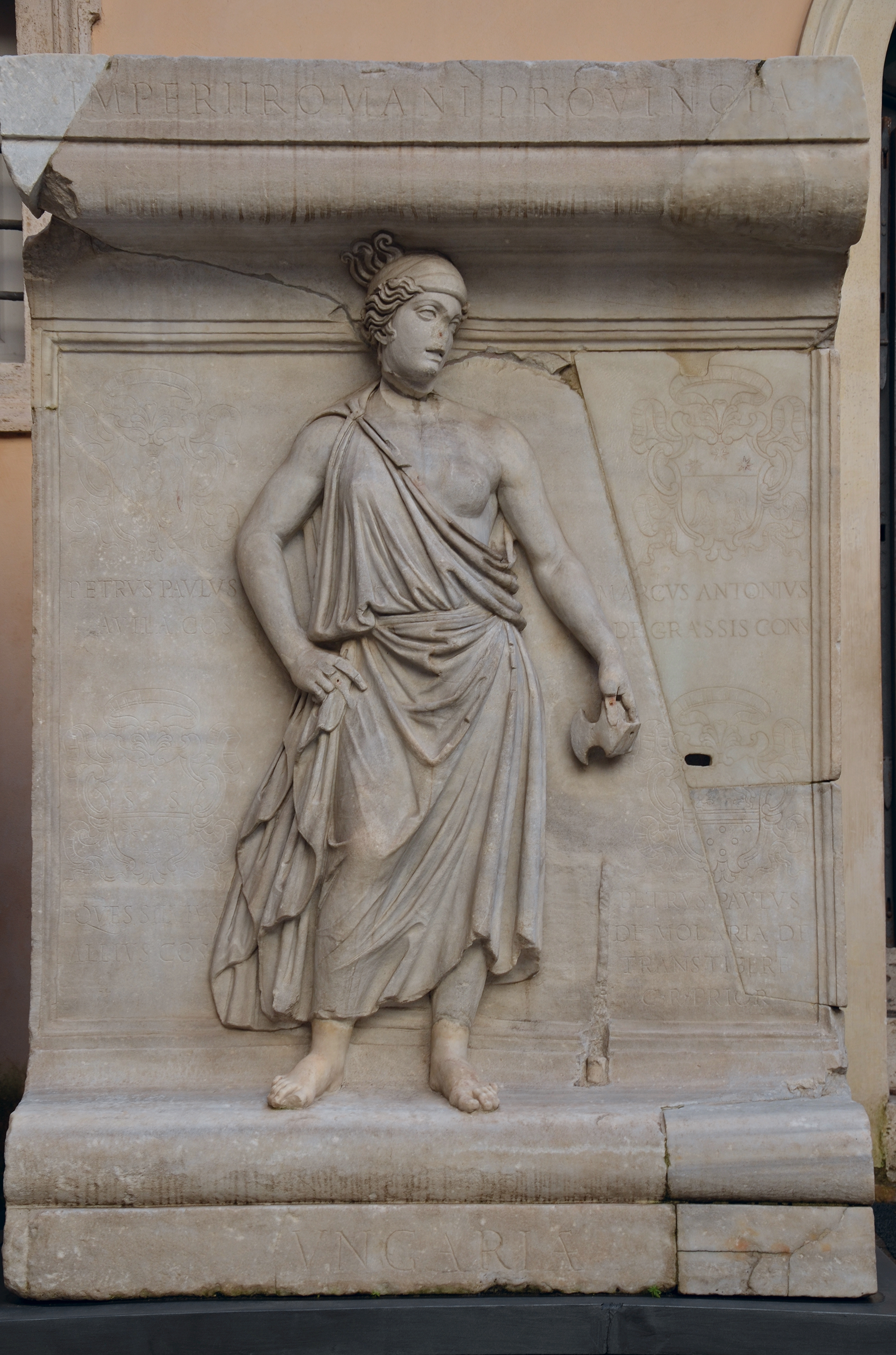
Mesia o Tracia
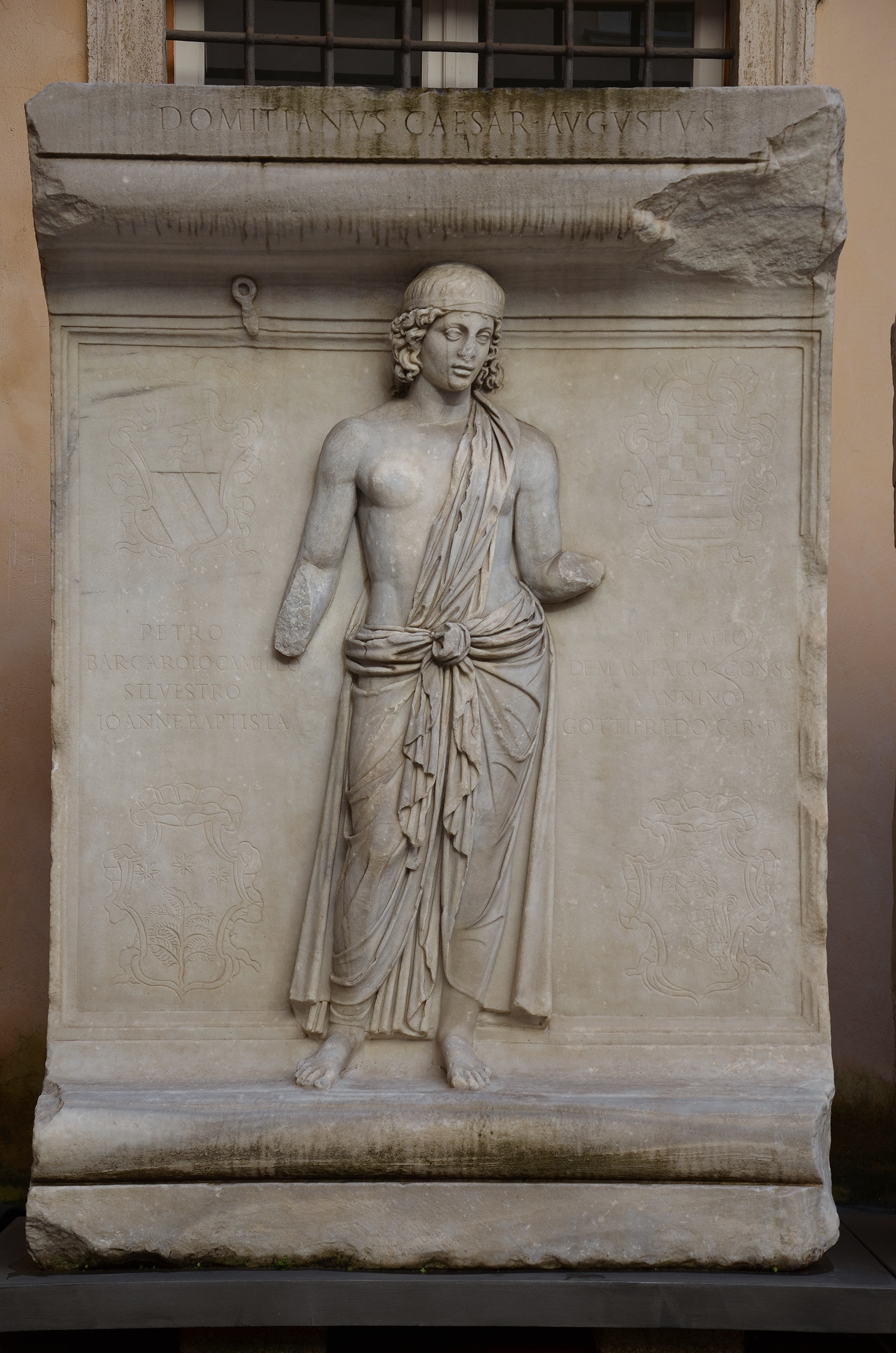
Acaia (?)
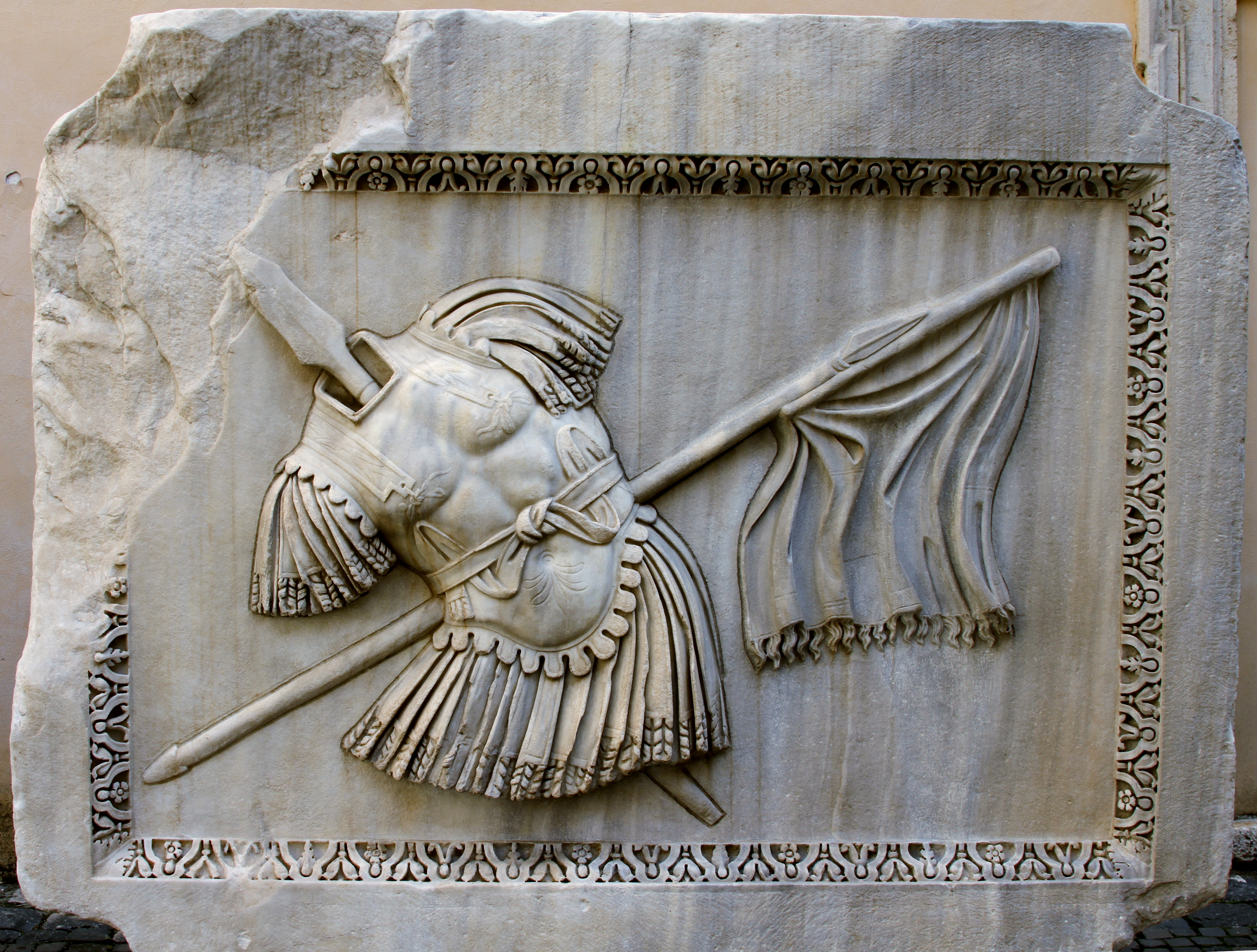
Trofeo
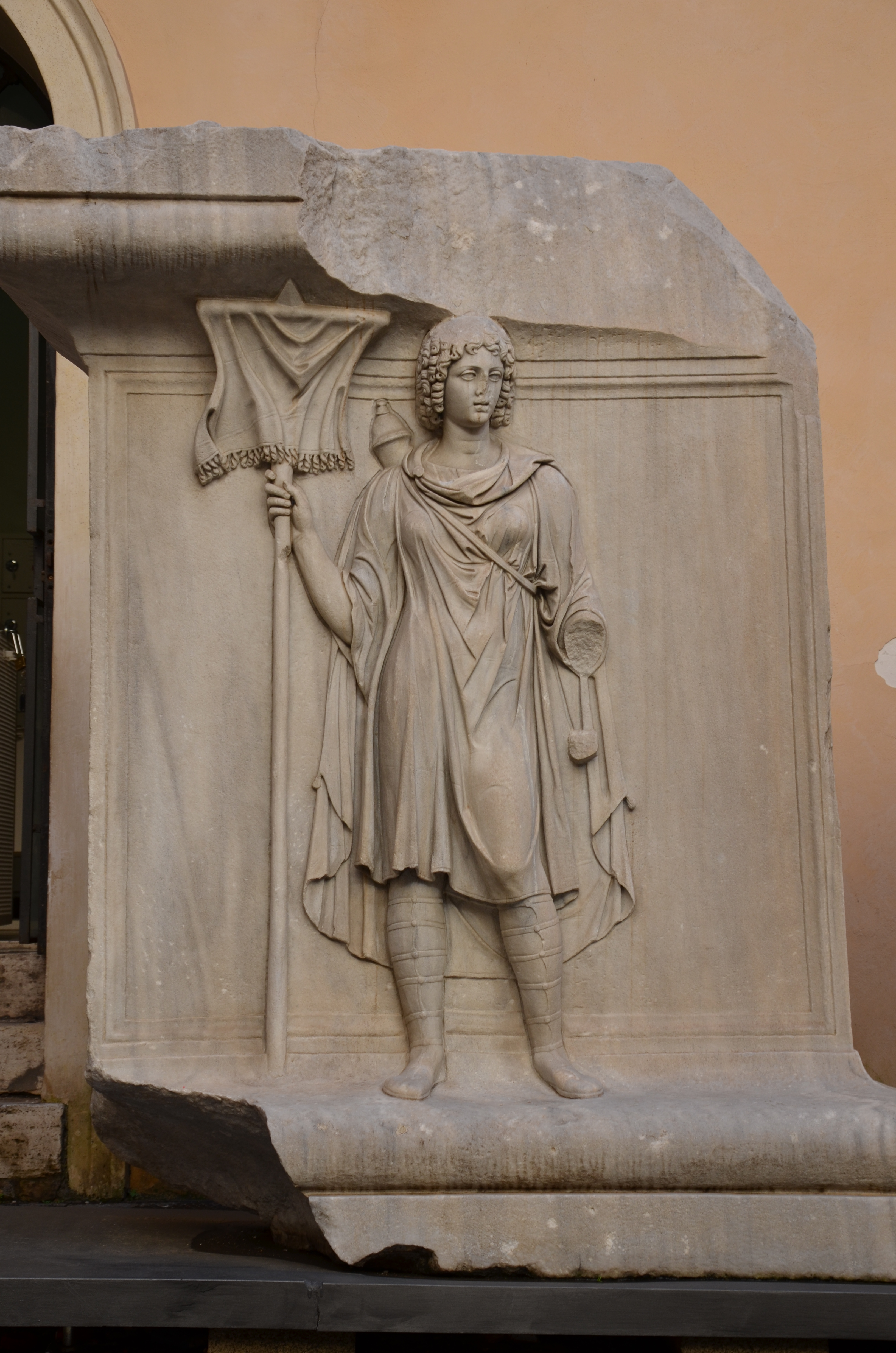
Mauretania (?)
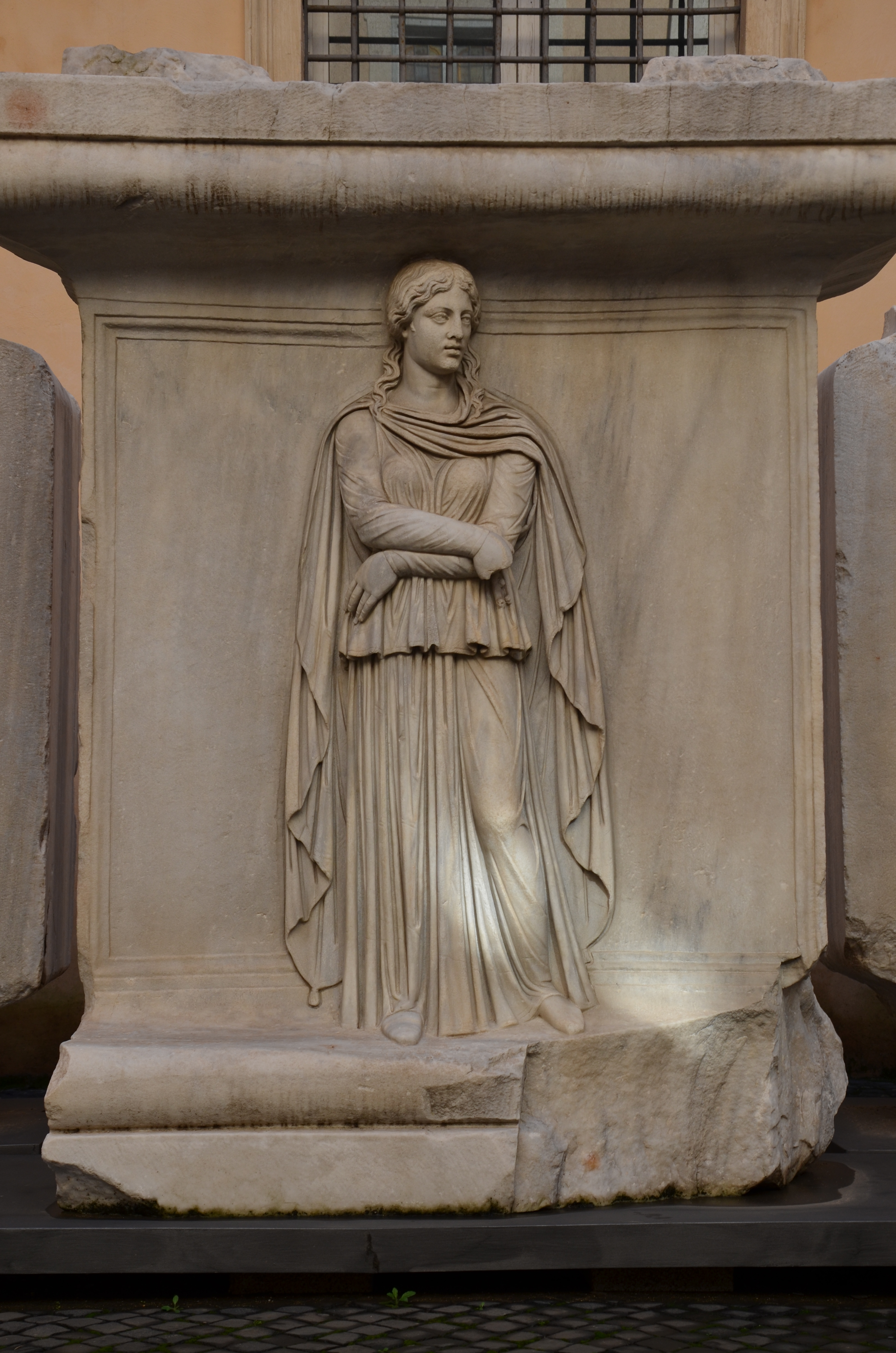
Gallia o Germania
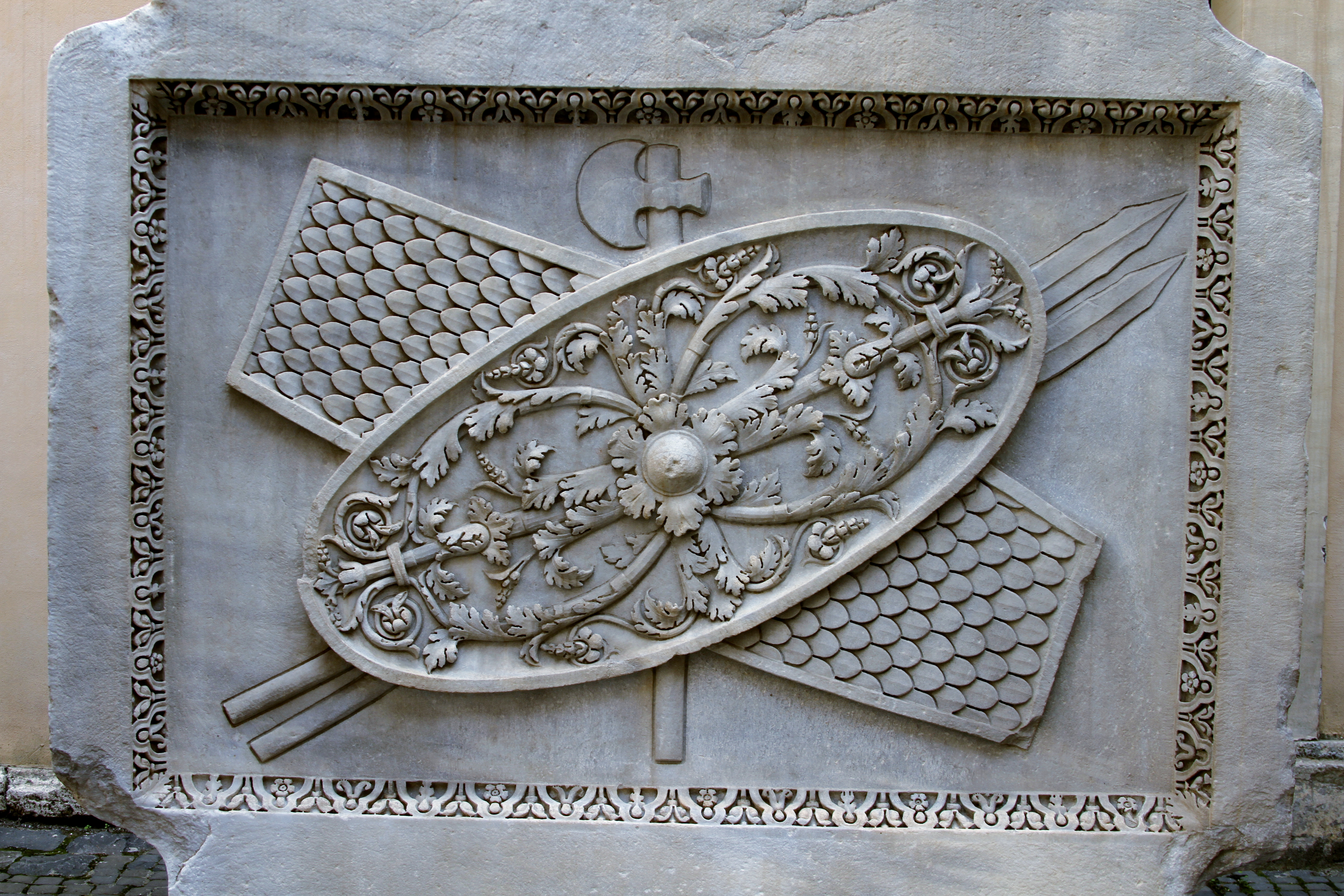
Trofeo
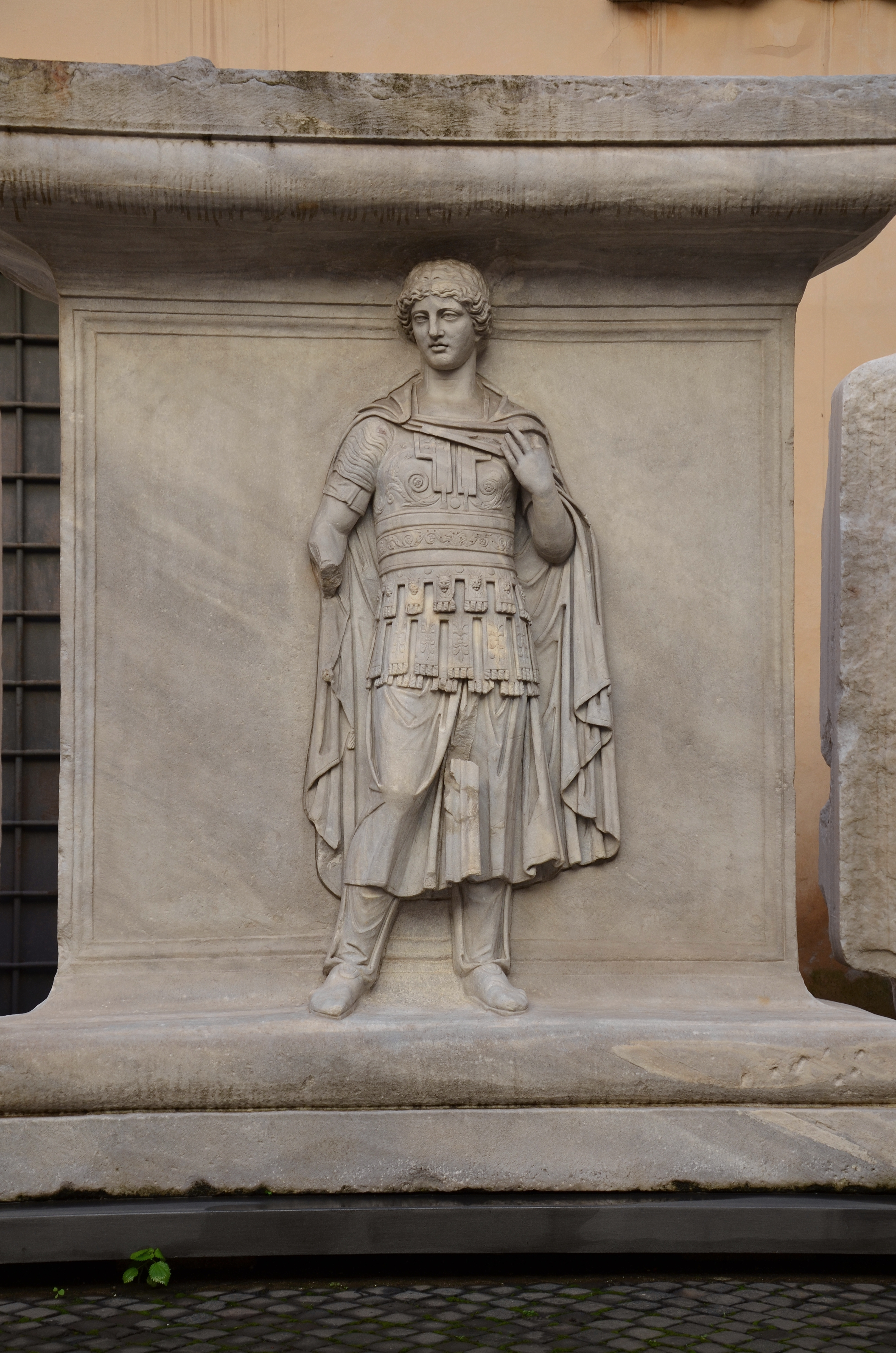
Spagna (?)
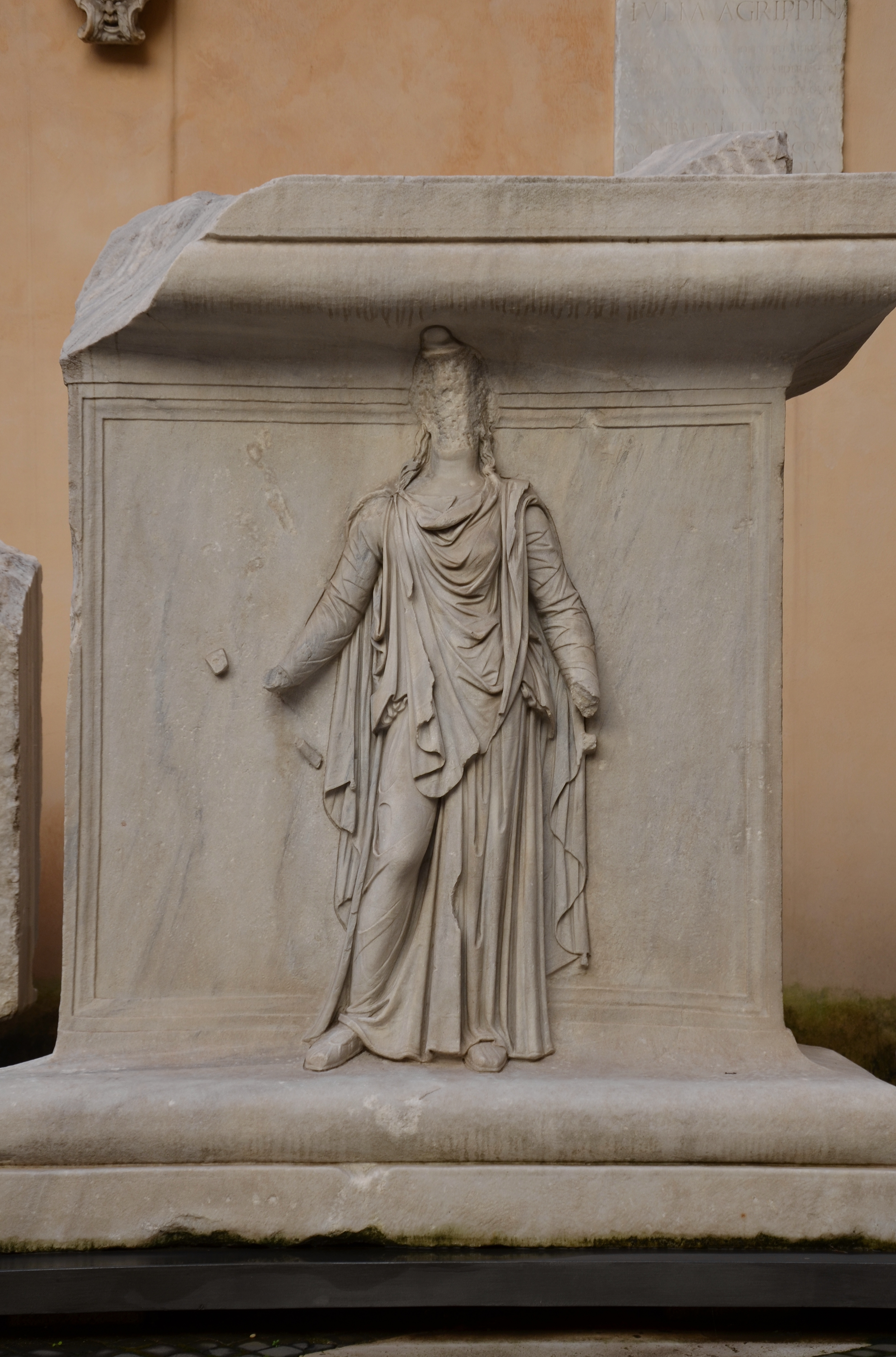
Bitinia o Dacia
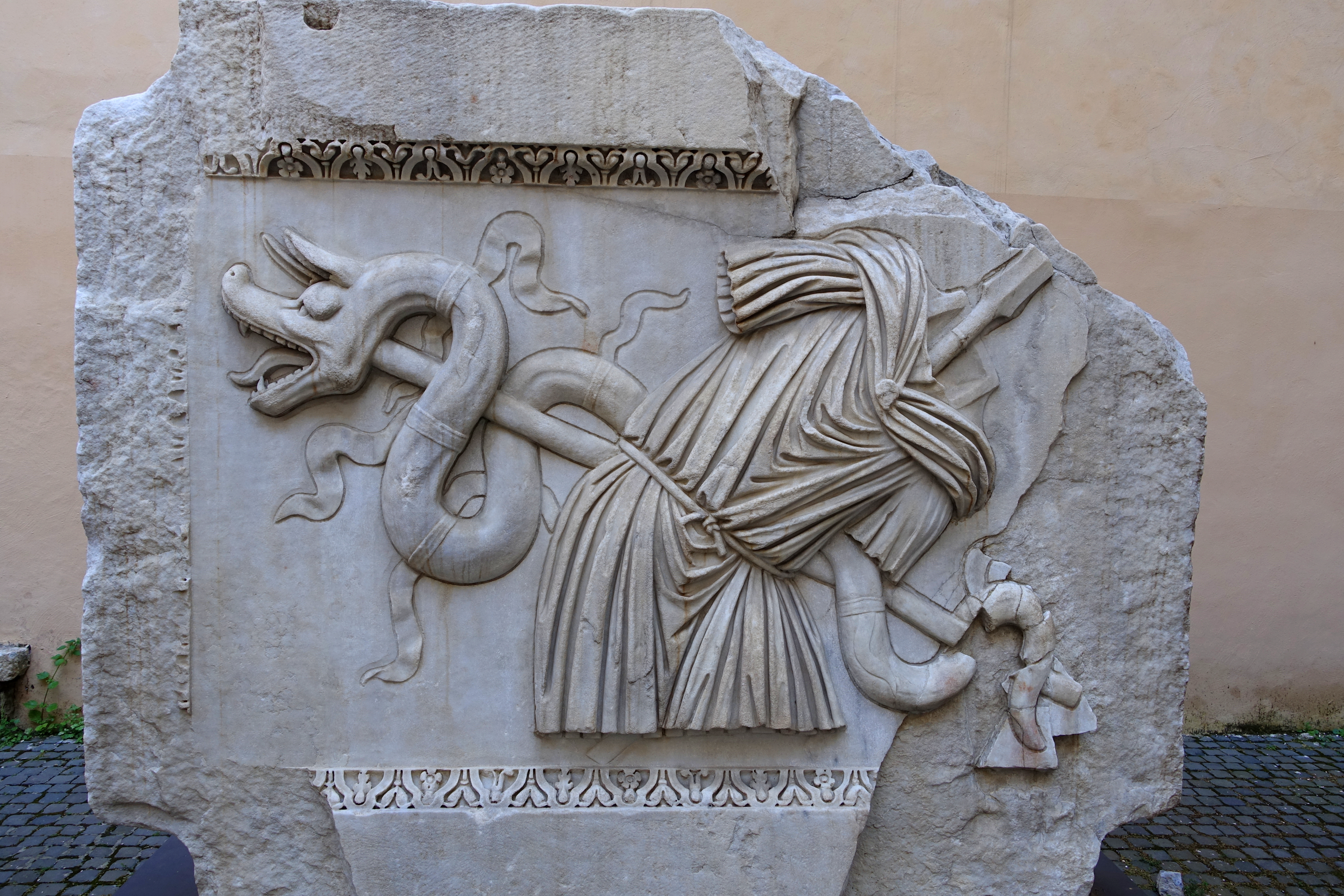
Trofeo
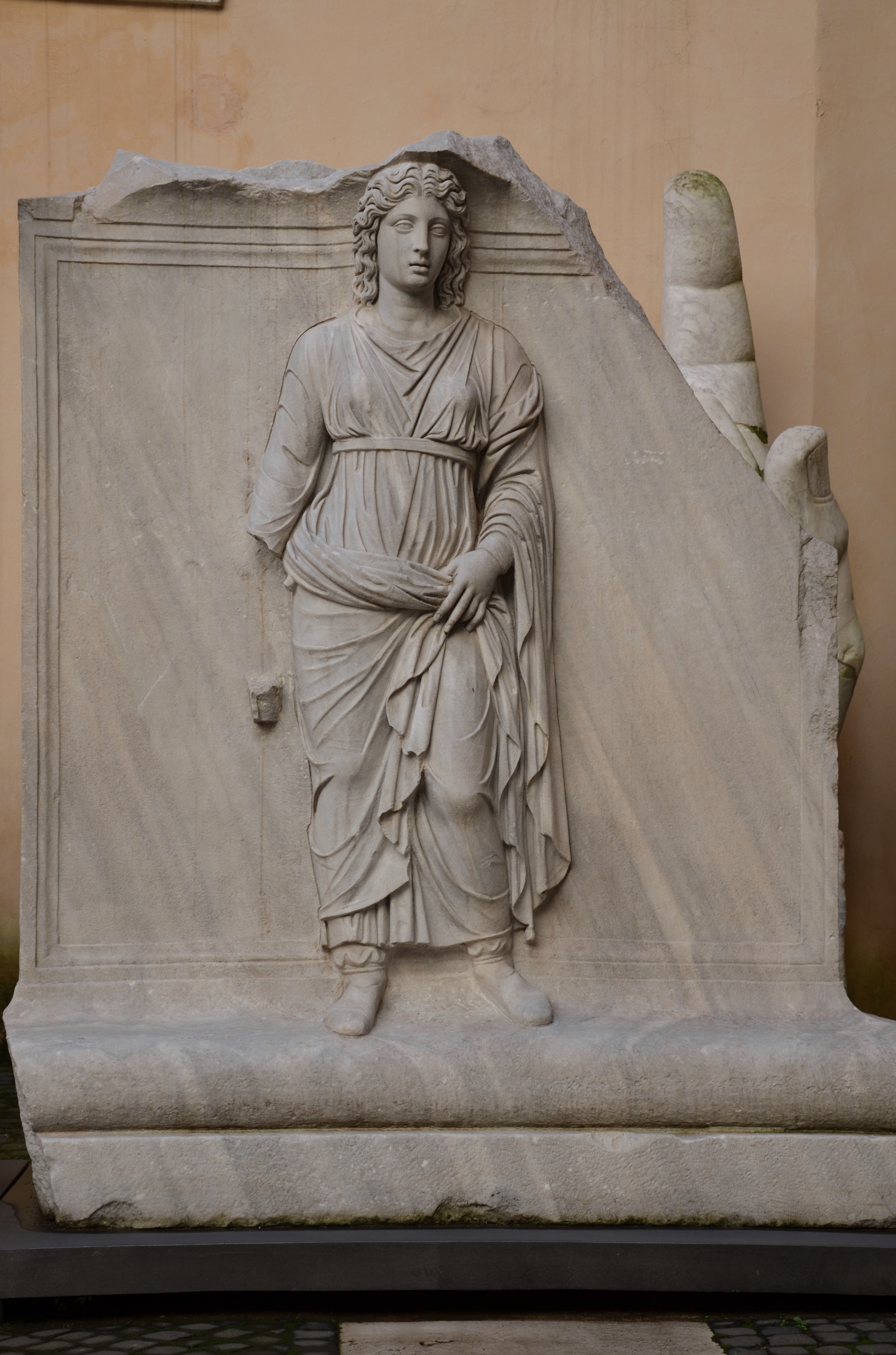
Libia o Numidia

- Museo nazionale romano di palazzo Massimo:

- Egitto (?)[8][9]
- Tracia (?)[8][9]

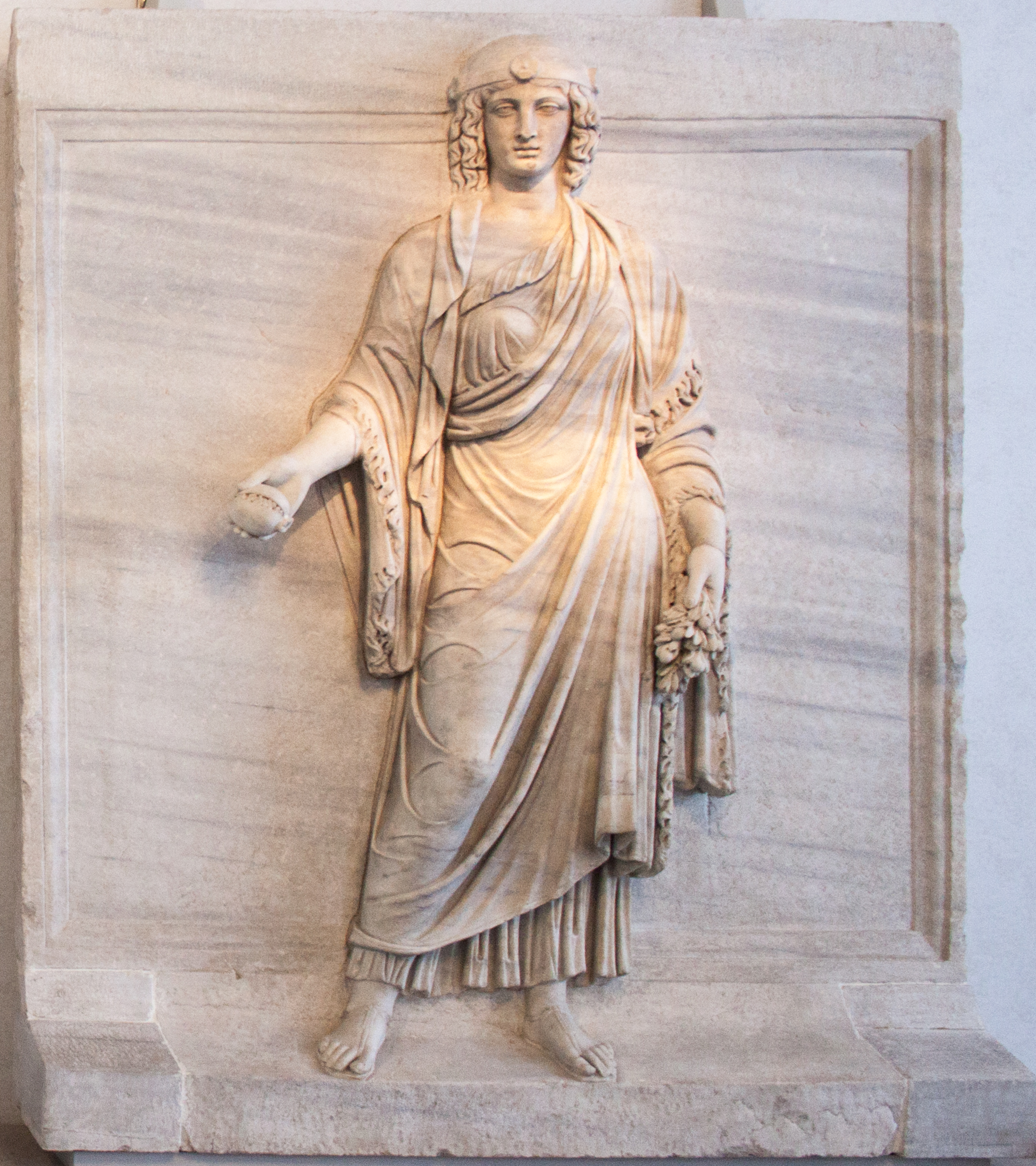
Egitto (?)
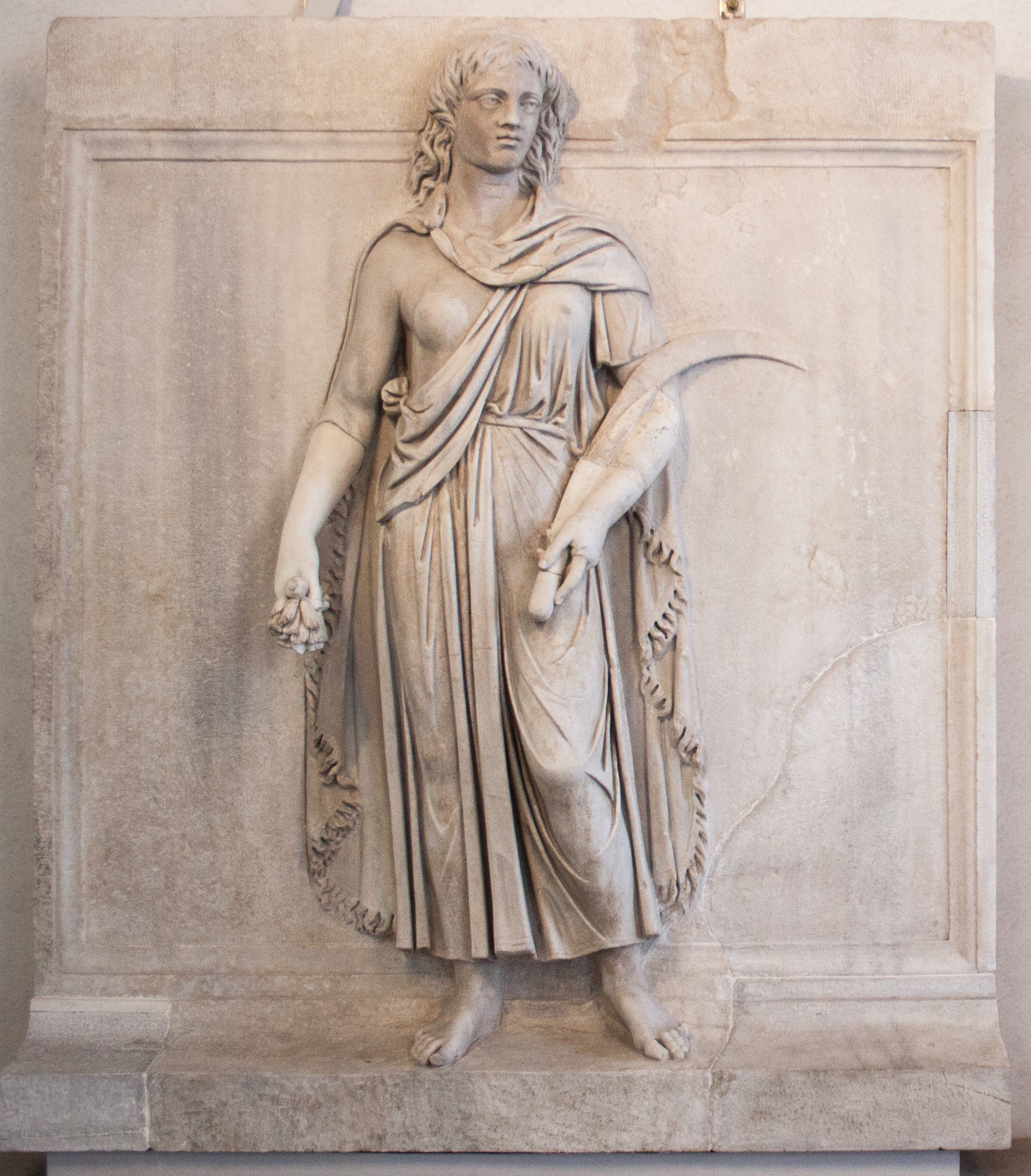
Tracia (?)

- Museo archeologico nazionale di Napoli:

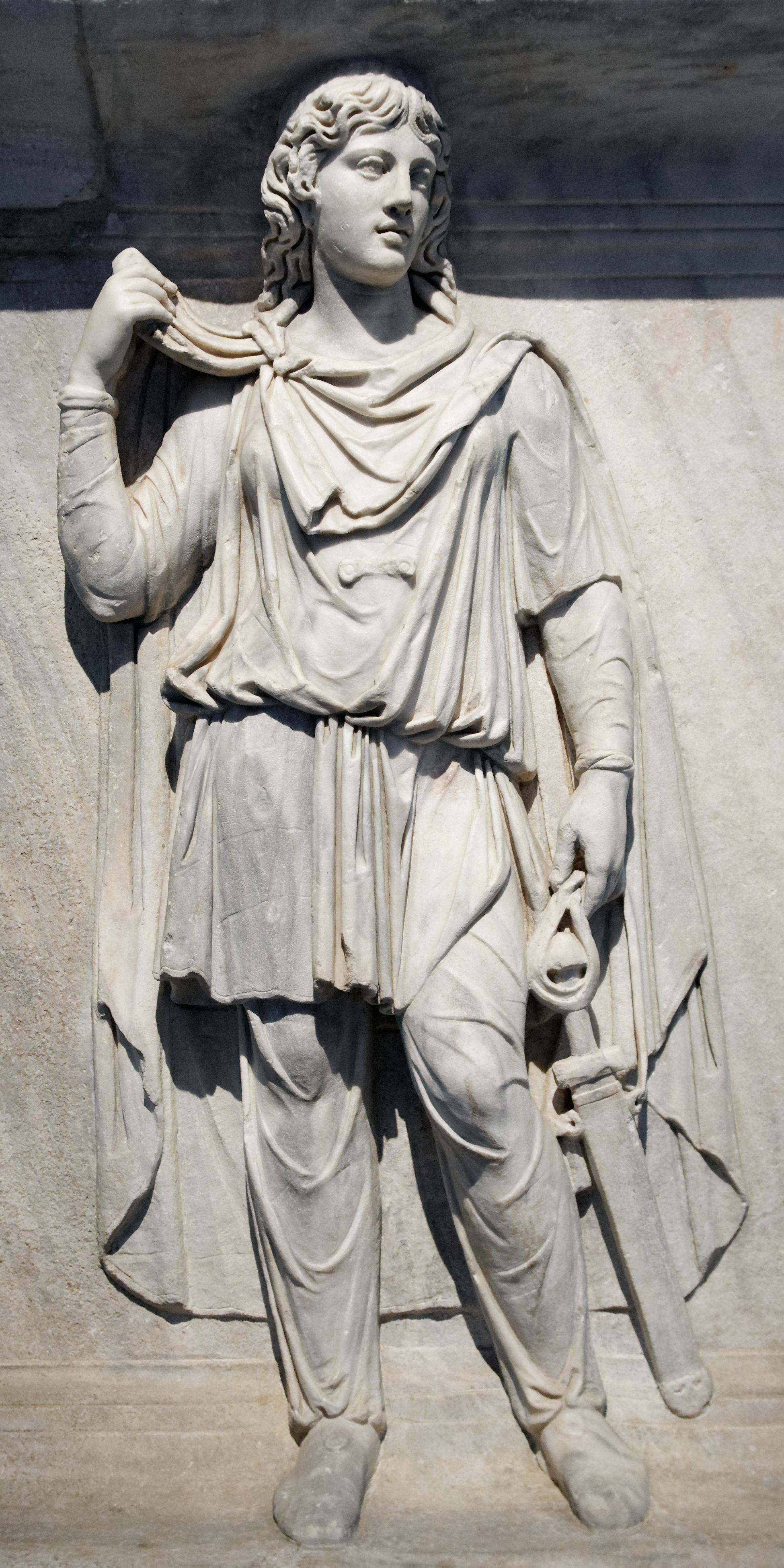
Partia o Armenia
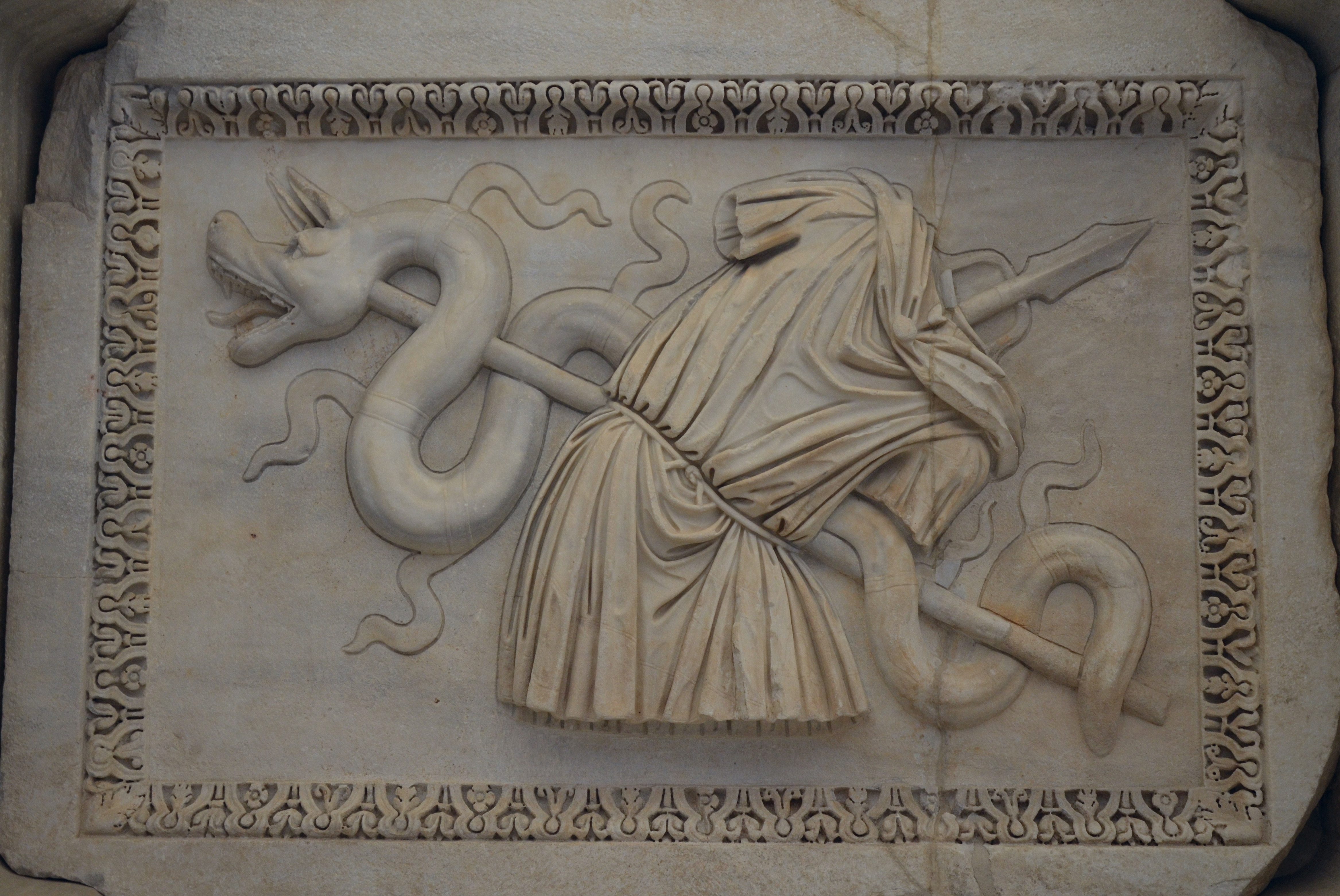
Trofeo
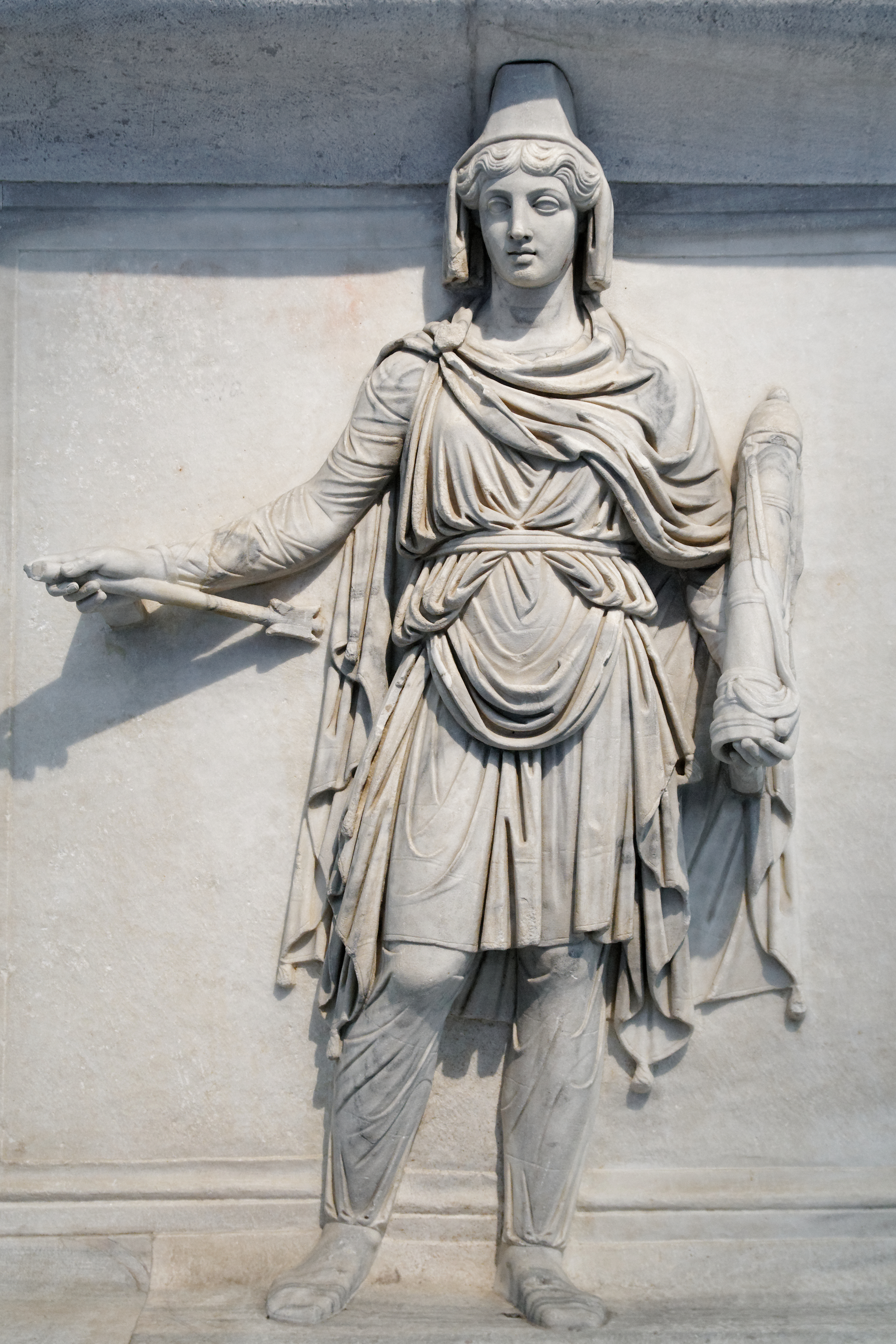
Scizia o Norico
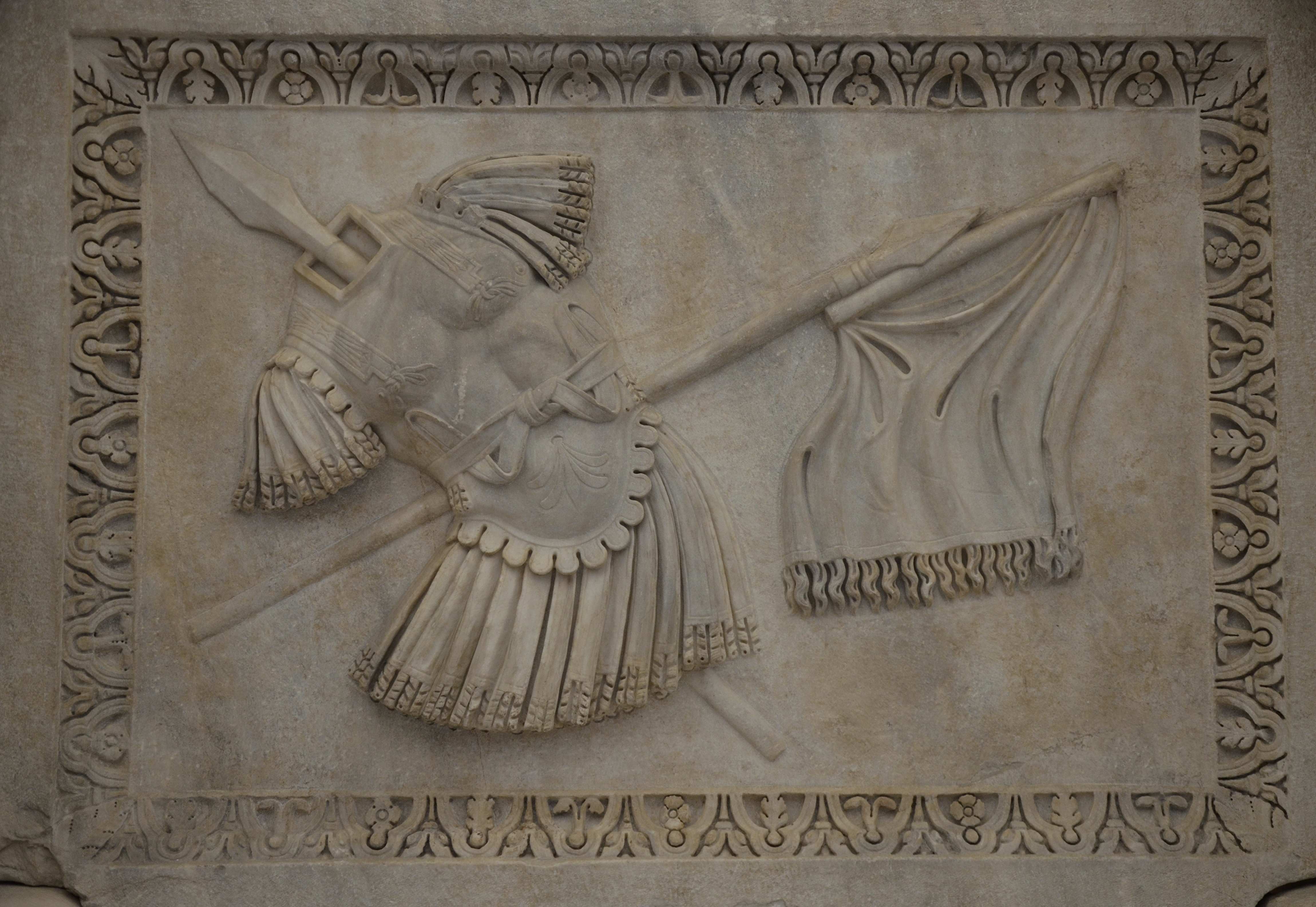
Trofeo
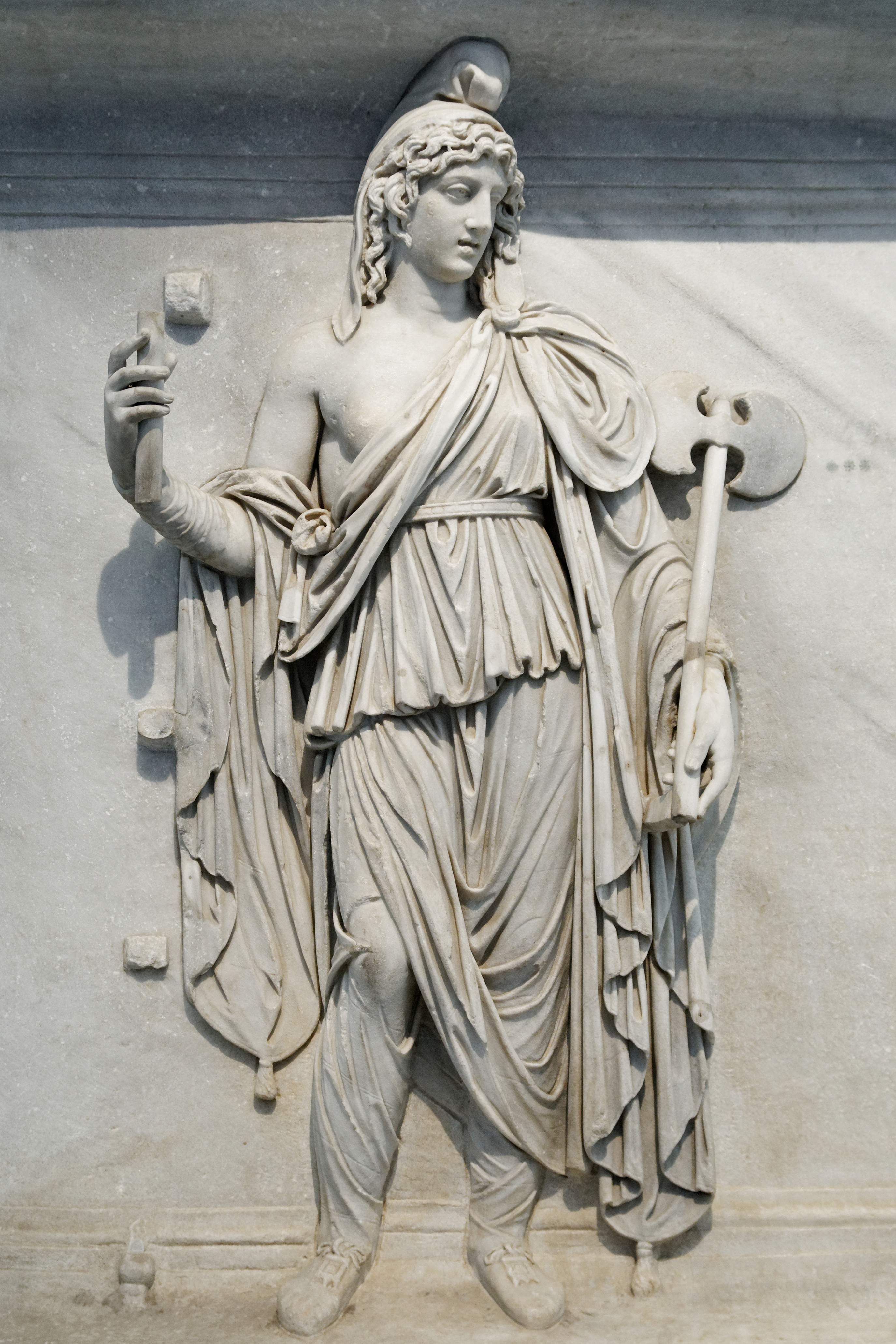
Frigia o Bitinia